# In View: The Best of R.E.M. 1988-2003
In View: The Best of R.E.M. 1988-2003 è una video compilation del gruppo rock R.E.M. uscita nel 2003 in contemporanea con la raccolta In Time: The Best of R.E.M. 1988-2003.

## Tracce
1. Bad Day
2. All the Way to Reno (You're Gonna Be a Star)
3. Imitation of Life
4. The Great Beyond
5. At My Most Beautiful
6. Daysleeper
7. Electrolite
8. E-Bow the Letter
9. What's the Frequency, Kenneth?
10. Nightswimming
11. The Sidewinder Sleeps Tonite
12. Everybody Hurts
13. Man on the Moon
14. Losing My Religion
15. Stand
16. Orange Crush

### Video Bonus
1. Tongue
2. How the West Was Won and Where It Got Us
3. New Test Leper
4. Bittersweet Me
5. Lotus
6. I'll Take the Rain

### Esibizioni live
Concerto al Trafalgar Square 29 aprile 2001
1. Imitation of Life
2. Losing My Religion
3. Man on the Moon